# 大野哲生
大野 哲生（おおの てつお、1966年7月19日 - ）は、日本の俳優。創都所属。新潟県生まれ。身長187cm、体重71kg。

## 主な出演

### 映画
- またまたあぶない刑事
- So Faraway
- ナニワ金融道
- Give me a Shake レディースMAX

### テレビドラマ
- 新宿鮫シリーズ「無間人形 新宿鮫IV」
- 僕らに愛を!
- 木曜の怪談
- 火曜サスペンス劇場「わが町」
- 愛の劇場「さしすせそ!?」
- シチリアの龍舌蘭
- がきんちょ〜リターン・キッズ〜
- 帝王
- ファイヤーレオン（2013年4月6日〜2014年1月4日、TOKYO MX TV） - 剛藤薫 役

### 舞台
- 浪人街
- コシノものがたり（2005年1月2日 - 1月28日、明治座）
- ムーラン・ドゥ・ラ・ギャレット（2009年9月5日-12日、日本青年館、脚本・演出:西田大輔） - ジョゼフ・オレール 役

### CM
- 日産・セドリック
- アサヒビール黒生
- JTセブンスター
- NTT
- ロッテ
- みずほフィナンシャルグループ
- PlayStation 2
- ミュゥモ

### PV
- Every Little Thing「fragile〜Graceful World〜」
- ARB
- H Jungle with t
- 松任谷由実
- 髙橋真梨子
- 斎藤誠

### Vシネマ
- ガリンペイロ 絆という金塊
- 実録シリーズ
- 実録・四国やくざ戦争 血戦 抗争勃発編/抗争終結編（2006年 GPミュージアム）
- 極道の紋章5（2008年） - 川谷組津浪組組員 安藤慎吾
- 獣神サンダーライガー怒りの雷鳴
- 平成維新伝